# Antropologia e psicanálise
Antropologia (do grego άνθρωπος, transl. anthropos, "homem", e λόγος, logos, "razão"/"pensamento") é a ciência que se ocupa em estudar o homem enquanto espécie primata e a humanidade ou seja seus símbolos e produtos culturais. Uma ciência que conquistou seu lugar evoluindo de relatos de vivências e descrições de costumes feitas por viajantes, afirmando a necessidade da pesquisa de campo e aprofundamento do conjunto de descrições etnográficas (corpus etnograficos) de todos os povos do mundo que vinham se acumulando (Laplatine). Distinguindo-se da sociologia e da economia política as denominadas ciências humanas e mesmo da psicologia social enquanto ciência dos costumes e estilos de vida, a antropologia dialoga com essas ciências afirmando seus próprios métodos e referencial teórico de diversas procedências. A psicanálise se inclui entre as psicoterapias, e em relação à antropologia deve-se considerar a "via de mão dupla", tanto desta para a antropologia como da antropologia para a psicanálise.
A psicanálise, também, pode ser descrita como um procedimento especializado de psicoterapia, uma teoria da personalidade além de uma teoria da cultura ou filosofia sobre a natureza humana, onde residem suas maiores contribuições à antropologia. Segundo Freud, a psicanálise cresceu num campo muitíssimo restrito. No início, tinha apenas um único objetivo — o de compreender algo da natureza daquilo que era conhecido como doenças nervosas ‘funcionais’, com vistas a superar a impotência que até então caracterizara seu tratamento médico e possuía desde o início a expectativa de participar do desenvolvimento cultural como um fermento significativo auxiliar ao aprofundamento de nosso conhecimento do mundo.
Apesar das severas críticas sofridas por alguns setores influentes da antropologia a exemplo de Alfred Louis Kroeber (1876-1960) o livro "Totem e tabu, algumas concordâncias entre a vida dos homens primitivos e dos neuróticos", (1913) o primeiro trabalho de Freud, fora do âmbito da neurologia e clínica, teve um significativo impacto nas "ciências do homem" instituindo-se como um marco da relação entre essas disciplinas. Observe-se, como assinala Mezan em vários momentos de sua tese de doutorado em filosofia, a expressão primitivo deve ser compreendida como os aspectos originários e intrínsecos à natureza humana individual e social, indissociavelmente inter-relacionados, também presentes na crianças, e também evidenciados nas neuroses.

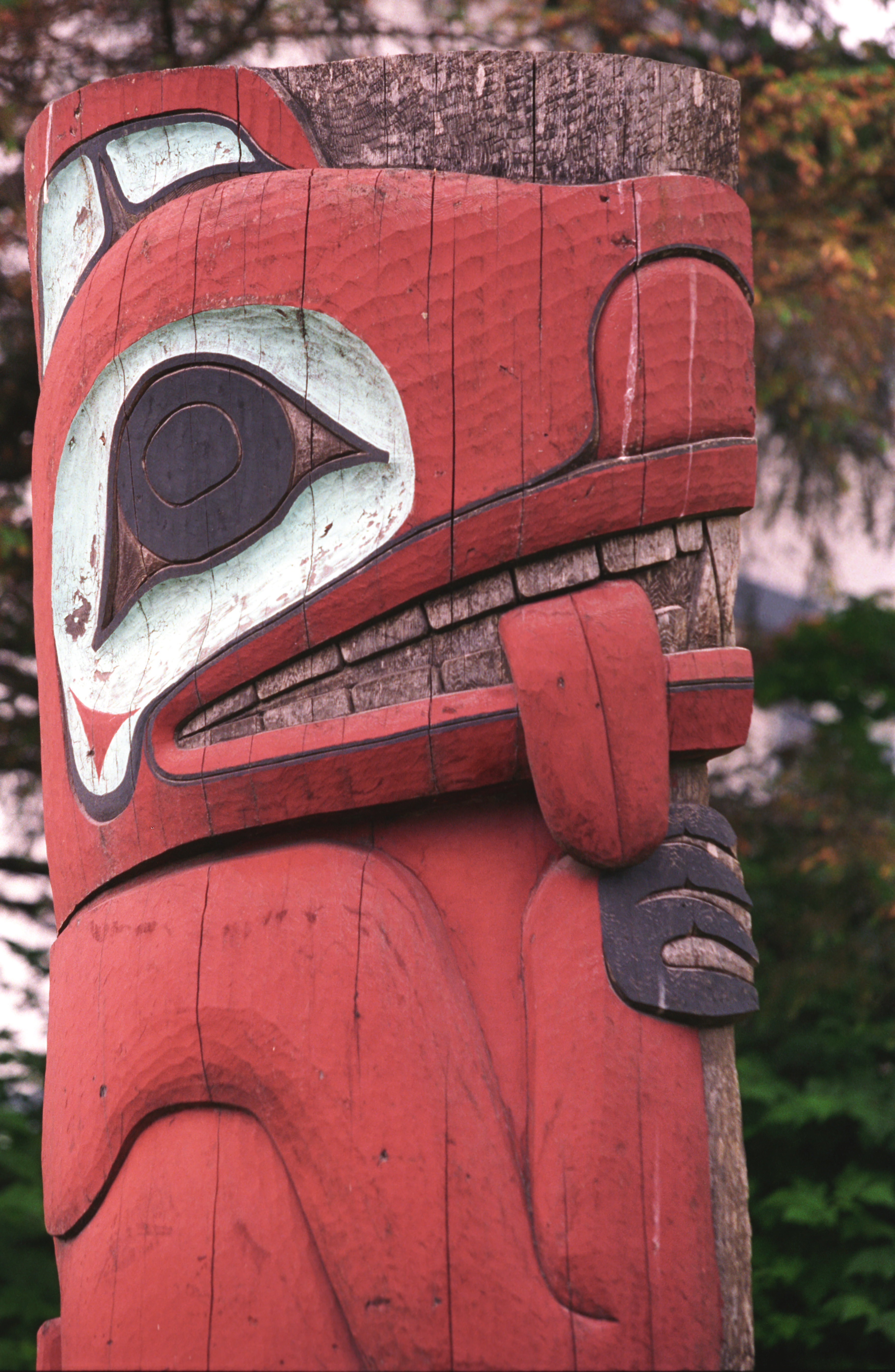
Saxman Totem Park, Alaska

Géza Róheim (1891-1953) um geógrafo e antropólogo húngaro, posteriormente psicanalista, considerava o referido livro um grande marco na história da antropologia, equivalente segundo ele equivalente às obras de Edward Burnett Tylor (1832-1917), "Primitive Culture" e Sir James George Frazer (1854-1941) "The Golden Bough". aliás, consta que o próprio S. Freud considerava esses textos publicados inicialmente na revista Imago (editada por ele) e posteriormente reunidos no livro "Totem e tabu", juntamente com seu outro livro, "A interpretação dos sonhos" (1900), as produções básicas de sua obra. Paulo Cesar Souza, historiador e atual tradutor das obras completas de Freud, em nota de pé de página de sua tradução de Totem e Tabu recomenda os textos de Marvin Harris. "The rise of anthropological theory", 1968 (cap. 16) e Edwin R. Wallace IV, "Freud and anthrological theory", 1983 para uma avaliação crítica dos ensaios antropológicos de Freud.

## Antropologia e psicologia
Tal como referido no início, tradicionalmente na antropologia divide-se em antropologia cultural e antropologia física, cada uma destas com suas contribuições específicas para o estudo da mente e comportamento humano. Em seu processo de construção abrigou diversas correntes de pensamento onde, como dito, as contribuições da psicanálise são relevantes. Na antropologia cultural há de se considerar as aplicações da antropologia às emoções, saúde e à psicologia enquanto ciência, onde teoricamente, mas não sem conflitos, a psicanálise se insere. Nessa última um ramo inquestionavelmente associado à psicanálise possui uma interface interdisciplinar com o segmento da antropologia que estuda a interação de processos simbólico-culturais e mentais ou cognitivos e uma área também comum à psicologia do desenvolvimento, que também analisa a forma como se realiza a socialização da criança dentro de um determinado grupo cultural. Essa interdisciplinariedade nos permite compreender melhor como a cultura modela a cognição humana, a percepção, ou a emoção, sexualidade, motivação e saúde mental.
Nesse contexto, às contribuições de Bronislaw Malinowski (1884 — 1942) foram de grande importância. Ao pesquisar os nativos da Ilha de Trobriand, mais precisamente, como se desenvolvia a sexualidade entre os povos Trobriandeses, Malinowski concluiu que as crianças desenvolviam sua sexualidade de maneira mais livre, menos repressora. Dessa forma, ele propôs estudar em pesquisa de campo, o que Freud afirmava com relação ao surgimento da cultura. Segundo Malinowski, Freud concebia que o aparecimento da cultura surge a partir do momento em que ocorre a repressão à sexualidade e a criança se depara com os simbolismos culturais que representam a família, mas segundo ele, não necessariamente na forma universal do "Complexo de Édipo" pois, como elaborou posteriormente, sofre influências dos padrões de parentesco, da religião entre outros fatores. Malinowski contribuiu também de maneira significativa à antropologia com um método pioneiro de investigação: a etnografia.   
Outras escolas da psicologia também possuem uma interface com a antropologia e disputam o domínio da ciência dos costumes da moral e da conduta humana, tal como compreendida antes do séc. XX, a saber por obras de Immanuel Kant, (1724 — 1804) e a persistência de algumas dessas concepções na esfera jurídica. Um bom exemplo, sem dúvida originado a partir das contribuições de Burrhus Frederic Skinner (1904 — 1990) é o esboço de uma antropologia comportamental proposta por Richard Malott no seu artigo "Comportamento governado por regras e antropologia comportamental" (1988) a partir das contribuições de Marvin Harris (1907-2002) sobre o materialismo cultural analisando os costumes indianos, o culto à vaca sagrada e as regras de controle do comportamento, bem como os diversos tipos de contingências que as mantém.
Para Marcel Mauss, (1872-1950), praticamente o fundador da etnologia francesa, tanto a questão da independência relativa entre fatos de diversas ordens biológicas e psicológicas e fatos sociais como a relação entre os fatos psíquicos e fatos materiais da sociedade devem ser investigados. Para esse autor os fenômenos psicológicos atuam como engrenagens (ainda não dimensionadas) entre o aparelho biológico/fisiológico e a ordem social. Entre as contribuições da sociologia que se distingue da psicologia coletiva por delimitar a morfologia (demográfica, estatística e histórica) do social em vez de lidar com abstração da coletividade, ou seja, da consciência (inspiração inconsciente) do grupo sem o seu substrato material e concreto. 
Entre as principais contribuições das ciências sociais à psicologia segundo esse autor está a contextualização dos símbolos míticos e morais, um caminho já trilhado por Wilhelm Wundt (1832-1920) em sua Volkerpsychologie (Psicologia dos povos) e pelo próprio Sigmund Freud (1856 – 1939) em seu livro ‘Totem e tabu, alguns pontos de concordância entre a vida mental dos selvagens e dos neuróticos’ como vimos, apesar das ressalvas especialmente contra a aproximação dos ritos e crenças religiosas à neurose. Por outro lado, a noção de psicose, segundo Mauss, é uma importante contribuição da psicologia às ciências sociais, esclarece alguns fenômenos coletivos como alucinações e sonhos coletivos associados ao fanatismo, vendeta em grupo, mitomania, loucura judiciária, alucinações do culto funerário etc. Destaca ainda como contribuições da psicologia às ciências sociais as noções de astenia e vigor mental, atividade simbólica e a noção de instinto

## Contribuições da psicanálise
Apesar de alguns autores como Alexander e Selesnick situarem a psicanálise na perspectiva de desenvolvimento da história da psiquiatria a maioria dos historiadores da psicologia situam esta no início da evolução da psicologia clínica. Goodwin, Hothersall
Esta escola é baseada na idéias de Sigmund Freud e outros psicanalistas acerca dos fenômenos sociais e culturais. Os adeptos dessa abordagem freqüentemente utilizam técnicas que exploram a relação entre a infância e a personalidade adulta – é clássica a comparação entre os ditos selvagens e primitivos, os neuróticos, psicóticos e as crianças utilizando (no caso de Freud) os relatos etnográficos da época especialmente os citados James Frazer, Edward B, Tylor e William R. Smith (1846 – 1894) entre outros. A partir dos trabalhos propostos por Freud os psicanalistas estudam a influência e origem dos símbolos culturais (incluindo mitos, sonhos e rituais) comparando-os com os resultados da aplicação da técnica psicanalítica.
Entre os trabalhos de Freud selecionados pelo editor das edições standard de suas obras completas, James Strachey neste âmbito, inclui-se cerca de 27 ensaios e/ou livros escritos entre 1907 e 1940, onde pode-se destacar:

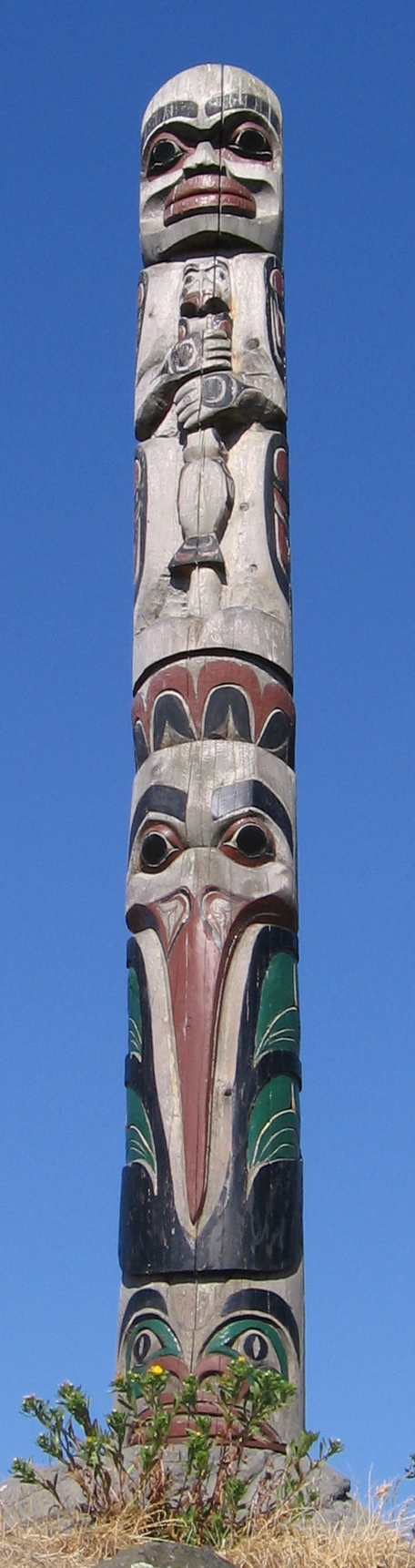

- 1907 – Atos obsessivos e práticas religiosas.
- 1908 – Ética sexual civilizada e as modernas doenças nervosas.
- 1912 – Totem e Tabu, alguns pontos de concordância entre a vida mental dos selvagens e dos neuróticos
- 1913 – A ocorrência nos sonhos de material proveniente dos contos de fadas.
- 1916 – Um paralelo mitológico a uma obsessão visual.
- 1918 – O tabu da virgindade
- 1921 – Psicologia de Grupo e a Análise do Ego.
- 1927 – O Futuro de uma Ilusão
- 1930 – O Mal Estar da Civilização
- 1932 – A aquisição e o controle do fogo
- 1938 – Uma nota sobre o antissemitismo
- 1939 – Moisés e o monoteísmo

Entre outros psicanalistas que podem ser considerados parte desta escola estão:
Géza Roheim (1891 –1953), primeiro psicanalista com específicos trabalhos sobre psicanálise e antropologia (A origem e função da cultura (1945) e Psicanálise e antropologia (1953)) De acordo com Souza é na sua obra «Psychoanalysis and Anthropology» (1953) que Róheim desenvolve a sua noção de cultura, trabalhada na sua diferença quer contra a noção filogenética de cultura proposta por Freud em «Totem e Tabu», quer contra a noção de cultura proposta pela antropologia culturalista. Em termos simples, podemos dizer que, para Róheim, a cultura humana é a consequência da infância prolongada da espécie humana, e que as áreas culturais decorrem da situação infantil típica que reina em cada uma das culturas humanas. 
Erich Fromm (1900 —1980) que destacou-se na área pela proposição dos estudos de personalidade como resultado de fatores culturais e biológicos e aproximação com Marxismo possuindo diversos trabalhos sobre o cristianismo, religiões orientais (onde se inclui o célebre Zen Budismo e psicanálise em parceria com D.T. Suzuki and Richard de Martino) posteriormente integrante da Escola de Frankfurt com importantes trabalhos na área de psicologia social onde se situam os de Herbert Marcuse, (1898 —1979), Erik Erikson (1902 —1994), assim como Róheim psicanalista do círculo de influência de Melanie Klein (1882 — 1960). Pode ser considerado integrante da tendência culturalista da psicanálise americana. Possui alguns trabalhos sobre a influência da cultura especialmente à identidade e relações entre a infância e sociedade, tema título de seu livro publicado em 1950, após o período em que conviveu na reserva dos índios Sioux na década de 1930. Tal como Fromm, relaciona a psicanálise com a história, política, filosofia e teologia publicando livros sobre Martinho Lutero, Gandhi e Hitler, contextualizando culturalmente suas biografias.
Dissidentes da psicanálise, Carl Gustav Jung (1875 - 1961), apesar de formalmente reconhecidos como tal, não podem deixar de ser considerados. O próprio Freud reconhece que seu primeiro estímulo para escrever os ensaios reunidos como Totem e tabu (1912), talvez sua principal contribuição à antropologia, vieram de Wundt e Jung. Entre os trabalhos relevantes de Jung para a antropologia encontram-se seus estudos sobre a religião ocidental - oriental, a parceria com o sinólogo Richard Wilhelm (1873-1930) e teoria dos símbolos e inconsciente coletivo, criticado mas tomados com referência no trabalho de Claude Lévi-Strauss (1908) sobre o significado dos mitos
Pelo fato de muitos cientistas sociais americanos e europeus, durante os dois primeiros terços do século 20 possuírem certa familiaridade com a teoria psicanalítica, fica difícil determinar com precisão quais devem ser considerados exemplos de antropólogos psicanalistas, ou qual a relevância de seus estudos para o desenvolvimento da teoria psicanalítica - entre estes os integrantes dos estudos sobre as teorias da personalidade e cultura - a exemplo de Talcott Parsons (1902-1979) Clyde Kluckhohn (1905, - 1960) e Geoffrey Gorer (1905-1985). Este último inclusive utilizou técnicas de entrevista baseada em entrevista clínica e testes projetivos, como o Thematic Apperception Test (TAT) e o Rorschach em seus estudos etnográficos.
Destaque especial deve ser dado aos praticantes que se voltaram à pesquisa entre doença mental e cultura (cross-cultural) como Georges Devereux (1908 - 1985) considerado pioneiro da etnopsiquiatria e etnopsicanálise juntamente com Geza Róheim e Gananath Obeyesekere, professor da Universidade de Princeton e do Sri Lanka (sua terra natal), conhecido por seus trabalhos sobre Depressão, Budismo e Psicanálise, onde considera a "via de mão dupla" dos povos estudados e teorias científicas.

## Perspectivas antropológicas
Ainda sobre a relação entre a vida mental dos selvagens e dos neuróticos é o referido antropólogo Levi-Strauss que nos apresenta a seguinte proposição: a comparação entre a psicanálise e a cura xamânica facilita o entendimento dessa última. Considera também a possibilidade do estudo do xamanismo, inversamente, vir a ser utilizado para elucidar pontos obscuros da teoria de Freud, em especial as noções de mito e inconsciente. 
A teoria da cultura como um conjunto de sistemas simbólicos, à frente dos quais situa-se a linguagem e as regras matrimoniais decerto permite uma aproximação desta com a teoria psicanalítica. Contudo ainda segundo esse autor a psicanálise e a análise estrutural divergem em um ponto essencial. Ao longo de toda sua obra, Freud oscila sem chegar a escolher – entre uma concepção realista e uma concepção relativista do símbolo. Para a primeira, cada símbolo teria uma significação única. Poderiam listar-se todas as significações num dicionário, que como Freud sugere, não seria muito diferente de uma “chave dos sonhos”, menos no tamanho. A outra concepção admite que a significação de um símbolo varia em cada caso particular e recorre às associações livres para a fixar. De forma ainda ingênua e rudimentar, ele reconhece, portanto, que o símbolo tira sua significação do contexto, da sua relação com outros símbolos, que por sua vez só adquirem sentido relativamente a ele. Esta segunda via pode ser fecunda, desde que a técnica simplista das associações livres ocupe o lugar que lhe compete num esforço global que visa reconstituir a história pessoal de cada sujeito, a do seu meio familiar e social, a sua cultura... Procuraria assim compreender-se um indivíduo do modo como o etnógrafo procura compreender uma sociedade.
E o grande enigma permanece sendo o símbolo. Jung nos chama atenção para o seguinte: Que o uso consciente que fazemos do símbolo é apenas um aspecto de um fato psicológico de grande importância, que é: o homem também produz símbolos, inconsciente e espontaneamente, na forma de sonhos, e que há um limite de evidências e de convicções que o conhecimento consciente não pode transpor. Essa é a característica universal onde a psicanálise tenta se situar como um mito moderno, a unidade comum a todas as culturas que Jung designa como inconsciente coletivo e que tenta atingir segundo Lévi-Strauss depressa demais ignorando os aspectos morfológicos, estatísticos e históricos dos grupos que elaboram os sistemas culturais no dizer de Mauss (o.c.) 
Ainda na perspectiva das contribuições que a antropologia pode trazer à psicanálise situam-se as questões de caracterizar o próprio saber e fazer da psicanálise, a relação de Freud com a cultura e sabedoria alemã, em especial com a Viena de sua época, além do que já foi mais amplamente discutido, sua relação com a cultura judaica. Sobre essa última questão vale citar a observação feita pelo próprio Freud no prefácio de Totem e tabu para língua hebraica, um livro que trata da origem da religião e da moralidade, embora não adote um ponto de vista judaico e não faça exceções em favor do povo judeu. O autor espera, contudo, estar de acordo com seus leitores na convicção de que a ciência sem preconceitos não pode permanecer estranha ao espírito do novo judaísmo, que algum dia, sem dúvida, se tornará acessível ao espírito científico.